# سیارک ۸۹۷۲
سیارک ۸۹۷۲ (به انگلیسی: 8972 Sylvatica، نامگذاری:2319T-2) هشت هزار و نهصد و هفتاد و دومین سیارک کشف شده‌است که در ۲۹ سپتامبر ۱۹۷۳ کشف شد.
قدر مطلق سیارک برابر ۱۵٫۱۰ است.